# Amata cremnotherma
Amata cremnotherma är en fjärilsart som beskrevs av Oswald Beltram Lower 1900. Amata cremnotherma ingår i släktet Amata och familjen björnspinnare. Inga underarter finns listade i Catalogue of Life.